# 陈坚 (发酵与轻工生物技术专家)
陈坚（1962年5月1日—），男，江苏无锡人，中国发酵与轻工生物技术专家。

## 生平
1984年毕业于清华大学环境工程专业，获学士学位。1990年毕业于无锡轻工业学院，获博士学位。2017年4月至2020年5月任江南大学校长。